# Bulbophyllum orohense
Bulbophyllum orohense är en orkidéart som beskrevs av Johannes Jacobus Smith. Bulbophyllum orohense ingår i släktet Bulbophyllum och familjen orkidéer. Inga underarter finns listade i Catalogue of Life.